# Mónica Ridruejo Ostrowska
Mónica Ridruejo Ostrowska (San Francisco, Califòrnia, 25 d'abril de 1963) és una economista, empresària i política espanyola. Filla de l'arquitecte Juan Antonio Ridruejo va néixer als Estats Units però es va traslladar amb la seva família a Madrid molt jove. Resideix a Mallorca i des de 2008 està casada amb Santiago Cervera, diputat al Congrés dels Diputats pel Partit Popular.
El 1983 es llicencià en Ciències Econòmiques pel Mount Holyoke College de Massachusetts. Els seus primers passos professionals els dona al Chase Manhattan Bank, a Arthur Young i a Citibank, i posteriorment al First National Bank of Chicago, tant a Espanya com als Estats Units. De tornada a Espanya, ocupa càrrecs de responsabilitat en empreses d'assessorament financer. El 1989 va crear la societat Corppenta, S. A., de consultoria estratègica i financera per a la constitució d'empreses, fusions i adquisicions i acords estratègics, al sector audiovisual, les comunicacions, telecomunicacions i nous mitjans, entre altres sectors d'activitat. Va representar Canal + França, al Grup Anschutz, i altres grups internacionals i nacionals; i ha estat membre de l'Associació d'Assessors Consultors Europeus en Comunicació i de l'International Council of the National Academy of Television Arts and Sciences.
El maig de 1996 va ser designada, durant el primer govern de José María Aznar, Directora General de RTVE. Va presentar al Govern un Pla de Renovació al desembre de 1996 i va dirigir el llançament d'una oferta de canals digitals per a la seva emissió nacional i internacional. No obstant això, va dimitir un any després del seu nomenament, 1997 en no tenir el Govern intenció de reestructurar l'Ens Públic dependent de l'Estat.
A les eleccions europees de 1999 va ser escollida diputada al Parlament Europeu, en presentar-se en les llistes del Partit Popular com a independent. De 1999 a 2002 fou membre de la Comissió de Cultura, Joventut, Educació, Mitjans de Comunicació i Esport.
En aquesta etapa, és membre promotor i Fundador i Consellera del patronat de la Fundació Europea d'Internet, i membre de la Trans Atlantic Policy Network. Dissenya i coordina la Cimera internacional Europa en l'Economia d'Internet, celebrada a Madrid.
Des de 1997 també ha emprès activitats empresarials a través de Dragonaria, S.L., societat especialitzada en les fusions i adquisicions, l'assessorament estratègic, etc. en sectors de telecomunicacions, televisió, producció audiovisual i Internet, IT, energia i altres sectors.
Ha estat consellera de diverses societats, entre d'altres, Vodafone Spain, Tecnocom, Boca a Boca produccions, i membre del patronat del Museu Nacional Centre d'Art Reina Sofia, i membre del Cercle d'Economia de Mallorca, entre d'altres. Actualment, és membre del Consell, com a independent, de Tecnocom S.A., Grup Nostrum RNL, S. A., i de l'International Advisory Board de l'Institut d'empresa.
També és artista plàstic amb obra figurativa a l'oli, acrílic i tècniques mixtes. Des de 2009, ha exposat a diverses ciutats espanyoles i fires internacionals.